# Bill McKay
William "Bill" McKay (24. august 1906 i West Benhar, North Lanarkshire, Skotland, død juni 1977) var en skotsk fodboldspiller, der spillede for Bolton Wanderers og Manchester United i 1930'erne. Han spillede desuden for East Stirlingshire, Hamilton Academicals og Stalybridge Celtic. 
Han hjalp Manchester United med at rykke op fra Second Division i 1935–36 (som mestre) og igen i 1937–38.